# Rue des Deux-Boules
La rue des Deux-Boules  est une voie du 1er arrondissement de Paris.

## Situation et accès
Cette rue commence aux 17-19, rue des Lavandières-Sainte-Opportune et se terminait aux 20-22, rue Bertin-Poirée.

## Origine du nom
Son nom lui vient d'une enseigne qui s'y trouvait.

## Historique
Au XIIe siècle et au début du XIIIe siècle, elle était nommée « rue Mauconseil », ou « rue Male-Parole », en raison de la présence de voleurs qui se réunissaient à proximité.
Au XIIIe siècle et XIVe siècle, elle prit le nom de « rue Guillaume Porée », ou « rue Guillaume Poirée », du nom d'un particulier qui y demeurait. Elle garda ce nom jusqu’en 1546 ou 1575, moment où elle prit le nom de « rue Guillaume Porée dite des Deux-Boules » et, enfin, « rue des Deux-Boules,, ».
Elle est citée sous le nom de « rue des Deux boulles » dans un manuscrit de 1636.
Au début du XIXe siècle, les numéros de la rue étaient rouges. De 1795 à 1859, elle était située dans l'ancien 4e arrondissement. Le côté impair, dont le dernier numéro était le no 15, était situé dans le quartier du Louvre tandis que le côté pair, dont le dernier numéro était le no 14, était situé dans le quartier Saint-Honoré,. La numérotation actuelle date du 31 mars 1886.
Un décret du 3 mai 1848 déclare d'utilité publique le percement de la rue de Rivoli (entre la rue de Sévigné et la rue du Louvre). Les expropriations ont été autorisées par une loi et plusieurs décrets dans les années 1850. Par ailleurs, un décret du 21 juin 1854 réorganise les abords des Halles. Dans le cadre de cette vaste opération d'urbanisme, la rue est redressée et élargie par la reconstruction des immeubles côté pair,.

## Pour approfondir